# كريب مولى ابن عباس
كريب بن أبي مسلم، أبو رشدين القرشي، الهاشمي مولى الصحابي عبد الله بن عباس، وأحد رواة الحديث وهو ثقة، أدرك عثمان، وأرسل عن الفضل بن العباس. قال زهير بن معاوية، عن موسى بن عقبة، قال: وضع عندنا كريب حمل بعير أو عدل بعير من كتب ابن عباس، فكان علي بن عبد الله بن عباس إذا أراد الكتاب كتب إليه: ابعث إلي بصحيفة كذا وكذا، فينسخها، ويبعث إليه إحداهما. قال البخاري مات بالمدينة سنة ثمان وتسعين، فِي آخر خلافة سليمان بن عبد الملك.

## روايته للحديث النبوي
- حدث عن: مولاه ابن عباس، وأم الفضل أمه، وأختها ميمونة، وأسامة بن زيد، وأم سلمة، وأم هانئ، وزيد بن ثابت، وابن عمر، والمسور، وطائفة.
- حدث عنه: أبو سلمة بن عبد الرحمن مع تقدمه، ومكحول، وسليمان بن يسار، وسلمة بن كهيل، وحبيب بن أبي ثابت، وسالم بن أبي الجعد، ومنصور بن المعتمر، والزهري، وموسى بن عقبة، وبكير بن الأشج، وأخوه يعقوب بن عبد الله، وشريك بن أبي نمر، وأبو صخر حميد بن زياد، ومحمد بن عبد الرحمن مولى آل طلحة، ومحمد بن أبي حرملة، وخلق سواهم.[2]

## أقوال العلماء فيه
أقوال علماء الجرح والتعديل فيه:
- ذكره أبو حاتم بن حبان البستي: في «الثقات».
- قال أحمد بن شعيب النسائي: «ثقة».
- قال ابن حجر العسقلاني: «ثقة».
- قال الذهبي: «وثقوه».
- قال محمد بن سعد كاتب الواقدي: «ثقة حسن الحديث».
- قال يحيى بن معين: «ثقة».